# Боженко, Вадим Владиславович
Вадим Владиславович Боженко (25 февраля 1970, Филенково, Чутовский район, Полтавская область) — советский и украинский футболист, вратарь, тренер.

## Биография

### Клубная карьера
После школы поступил в Харьковский институт физкультуры.
В профессиональных соревнованиях дебютировал в 21-летнем возрасте, в 1991 году во второй лиге СССР в составе кременчугского «Кремня». После распада СССР стал выступать за «Нефтехимик» (Кременчуг), сначала в любительских соревнованиях, а с лета 1992 года — во второй лиге Украины. Весной 1993 года играл за «Титан» (Армянск), но позднее вернулся в Кременчуг.
В начале 1994 года перешёл в «Темп» (Шепетовка), в его составе провёл два матча в высшей лиге Украины. Дебютный матч сыграл 12 марта 1994 года против одесского «Черноморца», пропустив два гола (0:2). Затем снова играл за «Нефтехимик», кроме того, в сезоне 1994/95 сыграл один матч в высшей лиге Белоруссии за «Шахтёр» (Солигорск).
В сезонах 1996—1998 был основным вратарём клуба «Горняк-Спорт» (Комсомольск) во второй лиге. Также в сезоне 1997/98 включался в заявку «Кремня», но ни одного матча не сыграл.
С 1998 года играл на любительском уровне за клубы Украины и России. Летом 2004 года ненадолго вернулся в профессионалы, сыграв два матча за «Горняк» (Кривой Рог).

### Тренерская карьера
После окончания игровой карьеры тренировал детские команды в Киеве, работал в Киевском спортинтернате, входил в тренерский штаб юношеской сборной Украины.
В 2009—2010 годах работал тренером вратарей в тернопольской «Ниве», затем в клубе «Феникс-Ильичёвец», однако этот клуб вскоре прекратил существование. В 2012—2016 годах занимал ту же должность в клубе «Горняк-Спорт», при этом в ноябре-декабре 2012 года исполнял обязанности главного тренера. В 2017—2018 годах снова входил в тренерский штаб тернопольского клуба, а в апреле-мае и сентябре-октябре 2018 года исполнял обязанности главного тренера «Нивы».